# Ocrepeira galianoae
Ocrepeira galianoae är en spindelart som beskrevs av Claude Lévi 1993. Ocrepeira galianoae ingår i släktet Ocrepeira och familjen hjulspindlar. Inga underarter finns listade i Catalogue of Life.